# Межевской район (Костромская область)
Межевско́й райо́н — административно-территориальная единица (район) и упразднённое муниципальное образование (муниципальный район) на северо-востоке Костромской области России.
Административный центр — село Георгиевское.
Законом Костромской области от 26 апреля 2021 года № 76-7-ЗКО к 7 мая 2021 года Межевской район и входящие в его состав сельские поселения были преобразованы в Межевской муниципальный округ.

## География
Район расположен в северо-восточной части Костромской области. Граничит с севера с Никольским районом Вологодской области, с востока — с Павинским и Пыщугским районами, с запада — с Кологривским и Мантуровским.
Площадь района — 2178 км².
Протяжённость района с севера на юг составляет 81 км, а с запада на восток — 41 км. Большая часть района занята лесом и кустарниками. Поверхность района в большинстве своём представляет равнину, слегка всхолмлённую, как результат работы древнего ледника и разрушительной работы рек и речек. Всхолмлённость резко выражена к границе Кологривского района.
Основная река — Межа. Крупных озёр в районе нет, есть только мелкие, которые образовались в результате старого течения реки Межи и называются «старицы». Болота занимают незначительную часть и являются проходимыми, «Свято болото» за д. Абросиха (76 га площадью) и «Круглое болото» в Родинском лесничестве (17 га).

## История
Издревле территорию современного Межевского района населял финно-угорский народ меря.
Село Георгиевское — центр района — является одним из древнейших населённых пунктов на Костромской земле – оно было основано в 1242 году. Село было названо в честь святого Георгия Победоносца, покровителя Воинов, в связи с чем на гербе
района также изображён Георгий Победоносец.
Межевской район образован в январе 1929 года по постановлению Президиума ВЦИК от 8 октября 1928 года «О районировании Костромской губернии» и вошёл в состав Нижегородского края. До октября 1928 года территория нынешнего Межевского района была в составе Кологривского уезда Костромской губернии. Межевской район был составлен из Межевской, Верхне-Межевской волостей, Петушихского сельсовета Ухтубужской волости, Высоковского и Чуфарихинского сельсоветов Паломской волости Кологривского уезда.
На 16 марта 1930 года в районе существовал 21 сельсовет: Соловьевский, Суховский, Вавиловский, Новинский, Дубровинский, Трусовский, Черемисский, Георгиевский, Авешинский, Дубовихский, Тихоновский, Селинский, Абросимовский, Никольский, Тюковский, Барановицкий, Родинский, Высоковский, Чуфарихский, Петушихский.
Район в августе 1931 года был упразднён и до февраля 1935 года его территория была в составе Мантуровского района Нижегородского (Горьковского) края. В феврале 1935 года Межевской район был восстановлен в составе Горьковского края (с декабря 1936 года по 13 августа 1944 года) из Нвелинского, Барановицкого. Вавиловского, Высоковского, Георгиевского, Дубовихинского, Никольского, Петушихского, Родинского, Селинского, Соловьевского, Суховского, Трусовского, Черемисского сельсоветов Мантуровского района.
В 1930—40-е годы территория района была расширена за счёт присоединения части населённых пунктов Никольского района Вологодской области (Борки, Ивановка, Весёлая, Грива, Троицкое и др.).
17 января 1963 года Межевской район был ликвидирован и вновь присоединён к Мантуровскому. В январе 1965 года район в третий раз был восстановлен. В 1965 году от района отсоединили территорию Высоковского сельсовета (Чувариха, Казанка, Мартьянка, Королёво, Титово, Высоково). От Кологривского района к Межевскому присоединили посёлок Советский с лесами по р. Княжая и д. Пустынь.
В соответствии с Законом Костромской области от 30 декабря 2004 года № 237-ЗКО район наделён статусом муниципального района, установлены границы муниципального образования. На территории района образованы 8 муниципальных образований (сельских поселений).
В соответствии с Законом Костромской области от 22 июня 2010 года № 626-4-ЗКО в состав Георгиевского сельского поселения включены упразднённые Алешковское, Петровское, Петушихское и Селинское сельские поселения.
В соответствии с Законом Костромской области от 9 февраля 2007 года № 112-4-ЗКО Межевской район как административно-территориальная единица области также сохраняет свой статус.
С 1 января 2022 года сельские поселения ликвидированы. Межевской муниципальный район преобразован в округ.

## Население
| 2002  | 2008  | 2009  | 2010  | 2011  | 2012  | 2013  | 2014  | 2015  |
| ----- | ----- | ----- | ----- | ----- | ----- | ----- | ----- | ----- |
| 5851  | ↘5241 | ↘5163 | ↘4461 | ↘4424 | ↘4287 | ↘4119 | ↘4006 | ↘3889 |
| 2016  | 2017  | 2018  | 2019  | 2020  | 2021  |       |       |       |
| ↘3767 | ↘3689 | ↘3602 | ↘3506 | ↘3376 | ↘2995 |       |       |       |

В начале 1920-х годов, до индустриализации и коллективизации, население превышало 30 тыс. человек. С развитием промышленности, ростом городов, принудительной коллективизацией, массовой ликвидацией хуторов, укрупнением деревень в довоенные годы население в районе стало убывать. Так, в 1926 году было 419 населённых мест с населением 28 335 человек, то в 1939 году, накануне войны, населённых мест — 173, население — 26 185 человек. Этот процесс усилился в послевоенные годы и особенно в 1960—1970-х годах, населённых мест убыло на 105 и по переписи 1989 года в районе осталось 54 населённых пункта с населением 6993 человека. На 1 января 1999 года в районе проживало 6587 человек (данные последних лет). В 1929 году площадь района составляла 1439,37 кв. км, на начало 1999 года — 2178,54 кв. км.

### Национальный состав
По итогам переписи населения 2020 года проживали следующие национальности (национальности менее 0,1 % и другое, см. в сноске к строке «Другие»):
| Национальность | Численность, чел. | Доля     |
| -------------- | ----------------- | -------- |
| Русские        | 2887              | 96,39 %  |
| Украинцы       | 9                 | 0,30 %   |
| Молдаване      | 8                 | 0,27 %   |
| Белорусы       | 6                 | 0,20 %   |
| Чуваши         | 4                 | 0,13 %   |
| Татары         | 4                 | 0,13 %   |
| Другие         | 77                | 2,58 %   |
| Итого          | 2995              | 100,00 % |

## Административное деление
Межевской район как административно-территориальная единица включает 4 поселения.
В Межевской район как муниципальный район входили 4 муниципальных образования со статусом сельских поселения:
| № | Поселение    | Административный центр | Количество населённых пунктов | Население | Площадь, км2 |
| - | ------------ | ---------------------- | ----------------------------- | --------- | ------------ |
| 1 | Георгиевское | село Георгиевское      | 35                            | ↘2622     | 1021,00      |
| 2 | Никольское   | село Никола            | 13                            | ↘537      | 633,00       |
| 3 | Родинское    | посёлок Центральный    | 1                             | ↘140      | 459,00       |
| 4 | Советское    | посёлок Советский      | 1                             | ↘77       | 65,54        |

## Населённые пункты
В Межевской район входят 45 населённых пунктов.
| №  | Населённый пункт | Тип     | Население | Поселение    |
| -- | ---------------- | ------- | --------- | ------------ |
| 1  | Абабково         | деревня | →0        | Георгиевское |
| 2  | Абросиха         | деревня | ↘8        | Никольское   |
| 3  | Авешная          | деревня | ↗4        | Георгиевское |
| 4  | Алешково         | деревня | ↘52       | Георгиевское |
| 5  | Ателевица        | деревня | →0        | Георгиевское |
| 6  | Барановица       | деревня | ↘28       | Георгиевское |
| 7  | Большая Избенка  | деревня | →0        | Георгиевское |
| 8  | Владимирово      | деревня | ↘7        | Георгиевское |
| 9  | Георгиевское     | село    | ↗2767     | Георгиевское |
| 10 | Горка            | деревня | ↗3        | Георгиевское |
| 11 | Губино           | деревня | ↘28       | Георгиевское |
| 12 | Гущино           | деревня | ↘2        | Георгиевское |
| 13 | Дубровино        | село    | ↘3        | Георгиевское |
| 14 | Заболотье        | деревня | →0        | Георгиевское |
| 15 | Заводское        | деревня | ↗50       | Георгиевское |
| 16 | Задняя           | деревня | ↗1        | Никольское   |
| 17 | Зяблуха          | деревня | ↗14       | Никольское   |
| 18 | Ивановское       | деревня | →0        | Георгиевское |
| 19 | Козлиха          | деревня | ↗78       | Георгиевское |
| 20 | Колодезная       | деревня | ↘37       | Георгиевское |
| 21 | Колодезная       | деревня | ↘3        | Никольское   |
| 22 | Красавцево       | деревня | →0        | Георгиевское |
| 23 | Кропачиха        | деревня | →0        | Никольское   |
| 24 | Никола           | село    | ↗563      | Никольское   |
| 25 | Новинское        | деревня | ↘18       | Георгиевское |
| 26 | Первомайский     | посёлок | ↗176      | Георгиевское |
| 27 | Петровка         | деревня | ↘31       | Георгиевское |
| 28 | Петровка         | деревня | ↗2        | Никольское   |
| 29 | Петушиха         | деревня | ↗140      | Георгиевское |
| 30 | Поденьевица      | деревня | ↗80       | Георгиевское |
| 31 | Портюг           | деревня | ↗12       | Никольское   |
| 32 | Родино           | деревня | →17       | Никольское   |
| 33 | Савинская        | деревня | ↗1        | Георгиевское |
| 34 | Самыловка        | деревня | →0        | Никольское   |
| 35 | Селино           | деревня | ↗49       | Георгиевское |
| 36 | Середняя         | деревня | ↗148      | Никольское   |
| 37 | Советский        | посёлок | ↘77       | Советское    |
| 38 | Соловьёво        | деревня | ↗3        | Георгиевское |
| 39 | Сорвино          | деревня | ↗1        | Никольское   |
| 40 | Сосновка         | деревня | ↘5        | Георгиевское |
| 41 | Суховская        | деревня | ↗52       | Георгиевское |
| 42 | Фёдоровское      | деревня | →0        | Георгиевское |
| 43 | Хмелевица        | деревня | →0        | Георгиевское |
| 44 | Центральный      | посёлок | ↘140      | Родинское    |
| 45 | Шубино           | деревня | ↗7        | Георгиевское |

Упразднённые населённые пункты
- 1997 год — деревни Каменка и Рыжково;
- 2004 год — деревни Талица и Ивановка, поселок Баран[26]
- 2024 год — деревни Ильинка, Михалево, Половинница, Старое, Филино.

## Достопримечательности
На территории Межевского района были расположены три церкви: Георгиевская, Никольская, Покровская (Селино).